# Antoine de Romanet de Beaune
Antoine de Romanet de Beaune (Le Mans, 25 ottobre 1962) è un vescovo cattolico francese, dal 28 giugno 2017 ordinario militare per la Francia.

## Origini familiari
Originario di Saint-Martin-du-Vieux-Bellême nell'Orne. Le origini storiche della famiglia risalgono al XIII secolo. I Romanet svolgevano il mestiere di conciatori nella località di Eymoutiers nel Limosino, poi divennero proprietari terrieri. Nel 1644 ricevettero il titolo nobiliare da Luigi XIV.
A partire dal XVII secolo la famiglia si distinse per una lunga serie di servigi militari. Nel Nobiliaire universel de France ou Recueil général des maisons nobles de France, pubblicato nel 1874 da M. de Courcelles, successore di Nicolas Viton de Saint-Allais, è menzionata, nel tomo XVII, p.450, la lista degli ufficiali della famiglia che avevano combattuto nelle file dell'armata reale. L'antenato fondatore della linea dinastica è Pierre de Romanet, scudiero, signore di Beaune, ex capitano del reggimento di Sauvebœuf, venne nobilitato con lettere patenti del novembre 1667 dal re Luigi XIV di Francia.

## Biografia

### Formazione
Antoine de Romanet de Beaune è nato il 25 ottobre 1962 a Le Mans, dipartimento della Sarthe e diocesi di Le Mans, nella parte nord-occidentale della Francia da Luc de Romanet de Beaune e Anne-Marie Lafont. Antoine ha due fratelli maggiori, un fratello e una sorella più piccoli: il maggiore è monsignor Antoine de Romanet; poi vi è Augustin de Romanet, nato il 2 aprile 1961, presidente e direttore generale del gruppo ADP; quindi Louis de Romanet, prete, e una sorella religiosa benedettina. È nipote di monsignor Emmanuel Marie Philippe Louis Lafont, vescovo di Caienna.
Ha studiato presso il collegio Saint-Grégoire de Tours per poi iscriversi e frequentare il Liceo Montaigne di Parigi. Successivamente è stato ammesso all'Istituto Studi politici di Parigi dove, nel 1983, ha ottenuto il diploma in Servizio Pubblico, con i complimenti della commissione. Nel 1984 ha conseguito una laurea in diritto presso l'Università Panthéon della Sorbona. Nel 1988 è entrato nel Seminario Maggiore di Parigi per un anno propedeutico  Nel 1989 è partito per Bruxelles dove ha seguito il corso di filosofia, e contemporaneamente ha conseguito un dottorato in scienze economiche.
Nel 1992 è giunto nel seminario francese di Roma dove ha seguito il corso di teologia. Nel 1996 ha conseguito una laurea in teologia morale alla Pontificia Università Gregoriana.

### Ministero sacerdotale
È stato ordinato diacono il 24 settembre 1994, presso la chiesa di Notre-Dame de Grâce de Passy a Parigi, per imposizione delle mani di monsignor André Vingt-Trois, vescovo titolare di Tibili ed ausiliare di Parigi. Successivamente, ha ricevuto l'ordinazione sacerdotale il 24 giugno 1995, presso la cattedrale di Notre-Dame, per imposizione delle mani del cardinale Jean-Marie Lustiger, arcivescovo metropolita di Parigi; si è incardinato, trentaduenne, come presbitero della medesima arcidiocesi.
Ha ricoperti diversi incarichi, prima come vicario della parrocchia della Chiesa di Notre Dame de l'Assomption, tra il 1996 ed il 2000, come cappellano del Liceo Molière del XVI arrondissement, poi, dal 2000 al 2002 come cappellano generale del Collège Stanislas. Dal 2002 al 2010, si è trasferito negli Stati Uniti d'America, dove è stato parroco della parrocchia Saint-Louis-de-France di Washington e cappellano del Lycée Rochambeau.
Tornato in Francia, a Parigi, è divenuto parroco della parrocchia D'Auteuil e dal 2014 è stato condirettore del dipartimento Politica e Religione nel centro di ricerca del Collège des Bernardins a Parigi e professore di morale sociale nel seminario di Saint-Sulpice Issy-les-Moulineaux.
Durante la riunione plenaria della Conferenza dei Vescovi francesi nel marzo 2017 è stato nominato dal consiglio permanente segretario generale aggiunto dello stesso, con decorrenza dal successivo 1º settembre.
È membro de l'Académie catholique de France e dell'Académie des sciences d'outre-mer.

### Ministero episcopale
Il 28 giugno 2017 papa Francesco lo ha nominato, cinquantaquattrenne, ordinario militare per la Francia; è succeduto a monsignor Luc Ravel, C.R.S.V., trasferito alla guida dell'arcidiocesi di Strasburgo. Ha ricevuto la consacrazione episcopale il successivo 10 settembre, presso la cattedrale di Notre-Dame di Parigi, per imposizione delle mani del cardinale André Vingt-Trois, arcivescovo metropolita di Parigi e che già lo aveva ordinato diacono, assistito dai co-consacranti monsignori Luc Ravel ed Emmanuel Lafont, vescovo di Caienna. Come suo motto episcopale il vescovo de Romanet de Beaune ha scelto Caritas iustitia et pax, che tradotto vuol dire "Carità, giustizia e pace".

## Genealogia episcopale
La genealogia episcopale è:
- Cardinale Scipione Rebiba
- Cardinale Giulio Antonio Santori
- Cardinale Girolamo Bernerio, O.P.
- Arcivescovo Galeazzo Sanvitale
- Cardinale Ludovico Ludovisi
- Cardinale Luigi Caetani
- Cardinale Ulderico Carpegna
- Cardinale Paluzzo Paluzzi Altieri degli Albertoni
- Papa Benedetto XIII
- Papa Benedetto XIV
- Papa Clemente XIII
- Cardinale Marcantonio Colonna
- Cardinale Giacinto Sigismondo Gerdil, B.
- Cardinale Giulio Maria della Somaglia
- Cardinale Carlo Odescalchi, S.I.
- Vescovo Eugène de Mazenod, O.M.I.
- Cardinale Joseph Hippolyte Guibert, O.M.I.
- Cardinale François-Marie-Benjamin Richard
- Vescovo Marie-Prosper-Adolphe de Bonfils
- Cardinale Louis-Ernest Dubois
- Cardinale Georges-François-Xavier-Marie Grente
- Arcivescovo Marcel-Marie-Henri-Paul Dubois
- Cardinale François Marty
- Cardinale Jean-Marie Lustiger
- Cardinale André Vingt-Trois
- Vescovo Antoine de Romanet de Beaune